# Нурдаулет, Бектас Нурдосулы
 Бектас Нурдосулы Нурдаулет  (каз. Бектас Нұрдосұлы Нұрдәулет; 22 июля 1998, Тараз, Казахстан) — казахстанский футболист, полузащитник.

## Клубная карьера
Футбольную карьеру начинал в 2016 году в составе клуба «Тараз U-21» во второй лиге. 20 марта 2018 года в матче против клуба «Акбет» дебютировал в кубке Казахстана (1:0), выйдя на замену на 93 минуте вместо Гаврила Кана. 5 марта 2022 года в матче против клуба «Туран» дебютировал в казахстанской Премьер-лиге (0:0), выйдя на замену на 96 минуте вместо Абзала Таубая.

## Достижения
«Тараз»
- Серебряный призёр Первой лиги Казахстана: 2018

## Клубная статистика
| Игровая карьера | Игровая карьера | Игровая карьера | Лига | Лига | Кубок | Кубок | Межд. | Межд. | Др. | Др. |
| --------------- | --------------- | --------------- | ---- | ---- | ----- | ----- | ----- | ----- | --- | --- |
| 2016            | Тараз U-21      | В               | 10   | 2    | —     | —     | —     | —     | —   | —   |
| 2017            | Тараз U-21      | В               | 13   | 0    | —     | —     | —     | —     | —   | —   |
| 2018            | Тараз           | Б               | 8    | 0    | 1     | 0     | —     | —     | —   | —   |
| 2018            | Тараз U-21      | В               | 10   | 0    | —     | —     | —     | —     | —   | —   |
| 2019            | Мактаарал       | Б               | 18   | 0    | —     | —     | —     | —     | —   | —   |
| 2020            | Игилик          | В               | 5    | 1    | —     | —     | —     | —     | —   | —   |
| 2021            | Тараз-Каратау   | Б               | 21   | 1    | —     | —     | —     | —     | —   | —   |
| 2022            | Тараз           | А               | 2    | 0    | —     | —     | —     | —     | —   | —   |